# Gymnandrosoma
Gymnandrosoma es un género de polillas tortrícidas, categorizado en la tribu Grapholitini, de la subfamilia Olethreutinae. Fue descrito por Harrison Gray Dyar Jr. en 1904.

## Especies
- Gymnandrosoma aurantianum Lima, 1927
- Gymnandrosoma cryptotortanum Adamski & Brown, 2001
- Gymnandrosoma desotanum Heinrich, 1926
- Gymnandrosoma gonomela (Lower, 1899)
- Gymnandrosoma leucothorax Adamski & Brown, 2001
- Gymnandrosoma linaresensis Adamski & Brown, 2001
- Gymnandrosoma punctidiscanum Dyar, 1904
- Gymnandrosoma trachycerus Forbes, 1931